# Eupsilia castanea
Eupsilia castanea är en fjärilsart som beskrevs av Embrik Strand 1921. Eupsilia castanea ingår i släktet Eupsilia och familjen nattflyn. Inga underarter finns listade i Catalogue of Life.